# Babrujski rajon
Babrujski rajon (ryska: Бобруйский район, vitryska: Бабруйскі раён) är ett distrikt i Belarus.   Det ligger i voblasten Mahiljoŭs voblast, i den centrala delen av landet, 140 kilometer sydost om huvudstaden Minsk.